# Славно-Кольонія
Славно-Кольонія (пол. Sławno-Kolonia) — село в Польщі, у гміні Славно Опочинського повіту Лодзинського воєводства.
Населення — 154 особи (2011).
У 1975-1998 роках село належало до Пйотрковського воєводства.

## Демографія
Демографічна структура станом на 31 березня 2011 року:
|          | Загалом | Допрацездатний вік | Працездатний вік | Постпрацездатний вік |
| -------- | ------- | ------------------ | ---------------- | -------------------- |
| Чоловіки | 82      | 25                 | 51               | 6                    |
| Жінки    | 72      | 18                 | 38               | 16                   |
| Разом    | 154     | 43                 | 89               | 22                   |